# Rise Against / Anti-Flag
Albums par Anti-Flag
The Bright Lights of America
(2008) The People or the Gun
(2009)
Albums par Rise Against
Appeal to Reason
(2008) Endgame
(2011)
Rise Against / Anti-Flag est un EP, split avec le groupe Rise Against, sorti le 17 février 2009.

## Liste des pistes
| Rise Against / Anti-Flag | Rise Against / Anti-Flag | Rise Against / Anti-Flag | Rise Against / Anti-Flag | Rise Against / Anti-Flag | Rise Against / Anti-Flag | Rise Against / Anti-Flag | Rise Against / Anti-Flag | Rise Against / Anti-Flag | Rise Against / Anti-Flag |
| No                       | Titre                    | Groupe                   | Durée                    |                          |                          |                          |                          |                          |                          |
| ------------------------ | ------------------------ | ------------------------ | ------------------------ | ------------------------ | ------------------------ | ------------------------ | ------------------------ | ------------------------ | ------------------------ |
| 1.                       | Sight Unseen             | Rise Against             | 3:55                     |                          |                          |                          |                          |                          |                          |
| 2.                       | I’m So Sick of You       | Anti-Flag                | 1:46                     |                          |                          |                          |                          |                          |                          |
| 5:41                     |                          |                          |                          |                          |                          |                          |                          |                          |                          |

## Membres de Rise Against
- Tim McIlrath - Guitare, chant
- Zach Blair - Guitare
- Joe Principe - Guitare basse, chœurs
- Brandon Barnes - Batterie

## Membres d'Anti-Flag
- Justin Sane – Guitare, chant
- Chris Head - Guitare
- Chris Barker - Guitare basse, chant
- Pat Thetic – Batterie